# Tre mogli per un papà
Tre mogli per un papà (Trophy Wife) è una sitcom statunitense trasmessa nella stagione televisiva 2013-2014 sulla rete televisiva ABC.
In Italia è stata trasmessa in prima visione assoluta nel mese di dicembre 2014 su Rai 3 in fascia pre-serale feriale.

## Trama
La serie segue le vicende di Kate, una giovane e attraente donna recentemente sposatasi con Pete, il quale aveva già tre figli avuti da due diversi matrimoni. La donna, abbandonata una vita di frivolezze e divertimenti, prova quindi ad essere una madre a tempo pieno, costretta anche a gestire le ex mogli del marito, Diane e Jackie.

## Episodi
| Stagione       | Episodi | Prima TV originale | Prima TV Italia |
| -------------- | ------- | ------------------ | --------------- |
| Prima stagione | 22      | 2013-2014          | 2014            |

## Personaggi e interpreti

### Personaggi principali
- Kate Harrison, interpretata da Malin Åkerman: è la nuova, terza, moglie di Pete.
- Pete Harrison, interpretato da Bradley Whitford: è il marito di Kate e padre di tre figli.
- Jackie Fisher, interpretata da Michaela Watkins: è la seconda ex moglie di Pete.
- Meg Gomez, interpretata da Natalie Morales: è la migliore amica di Kate.
- Warren Harrison, interpretato da Ryan Lee: è il figlio naturale di Diane.
- Hillary Harrison, interpretata da Bailee Madison (nel pilot da Gianna LePera): è la primogenita della famiglia, figlia naturale di Diane.
- Bert Harrison, interpretato da Albert Tsai: è il figlio adottato da Pete e Jackie.
- Dr.ssa Diane Buckley, interpretata da Marcia Gay Harden: è la prima ex moglie di Pete.

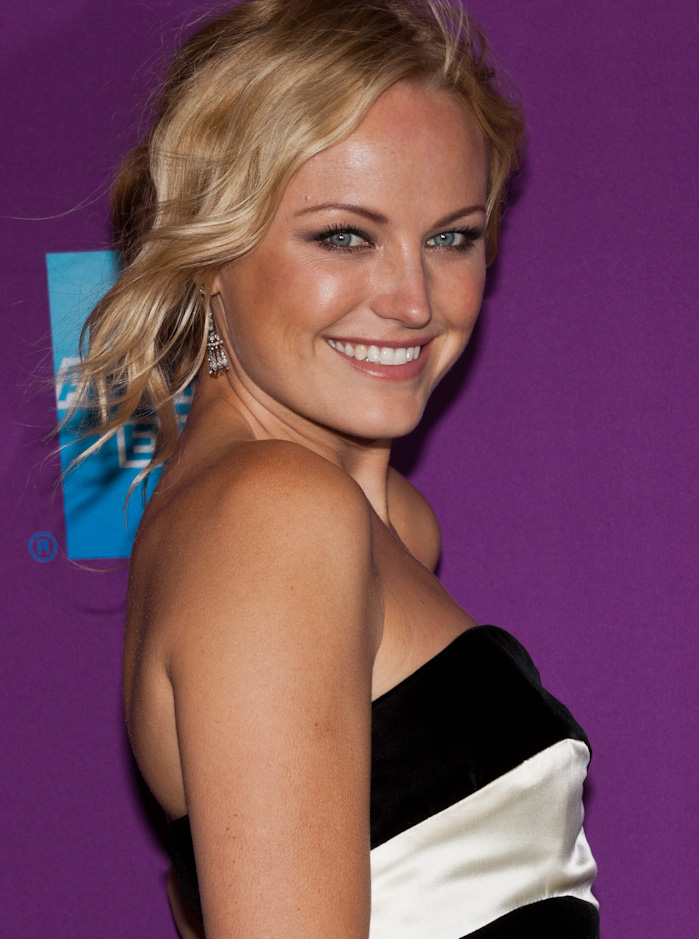
Malin Åkerman interpreta Kate Harrison
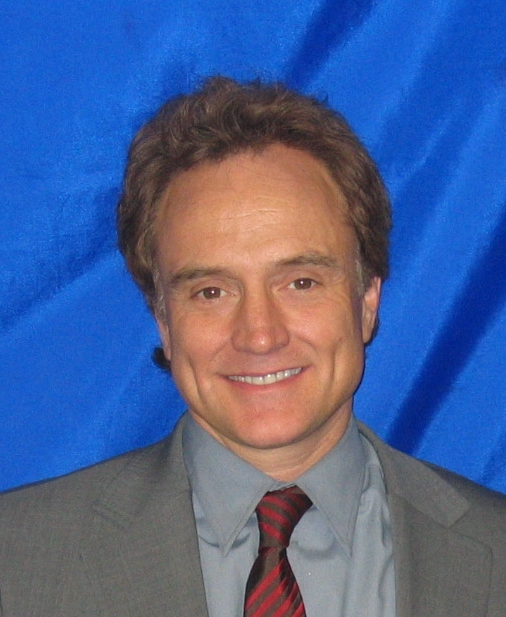
Bradley Whitford interpreta Pete Harrison
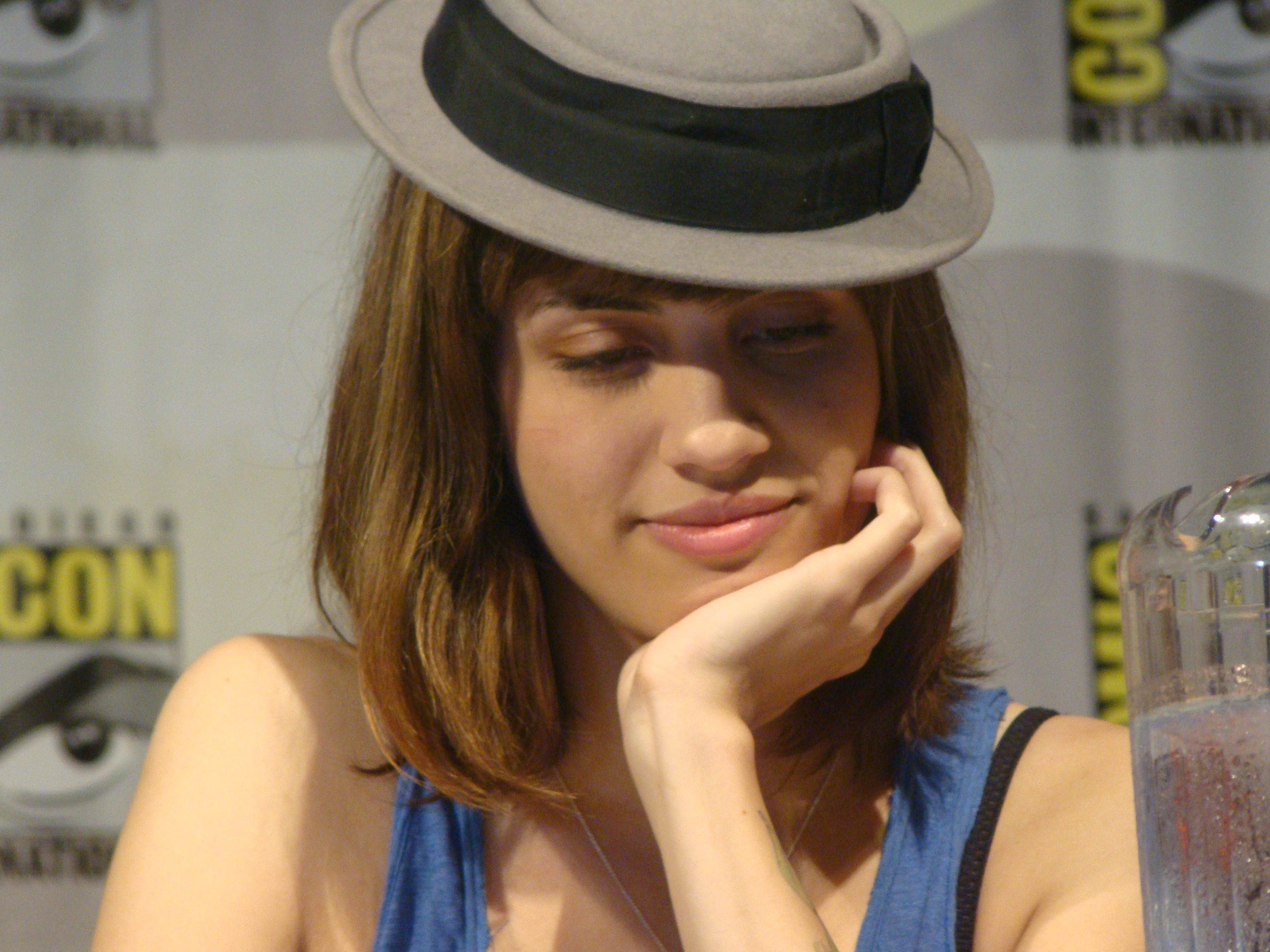
Natalie Morales interpreta Meg Gomez
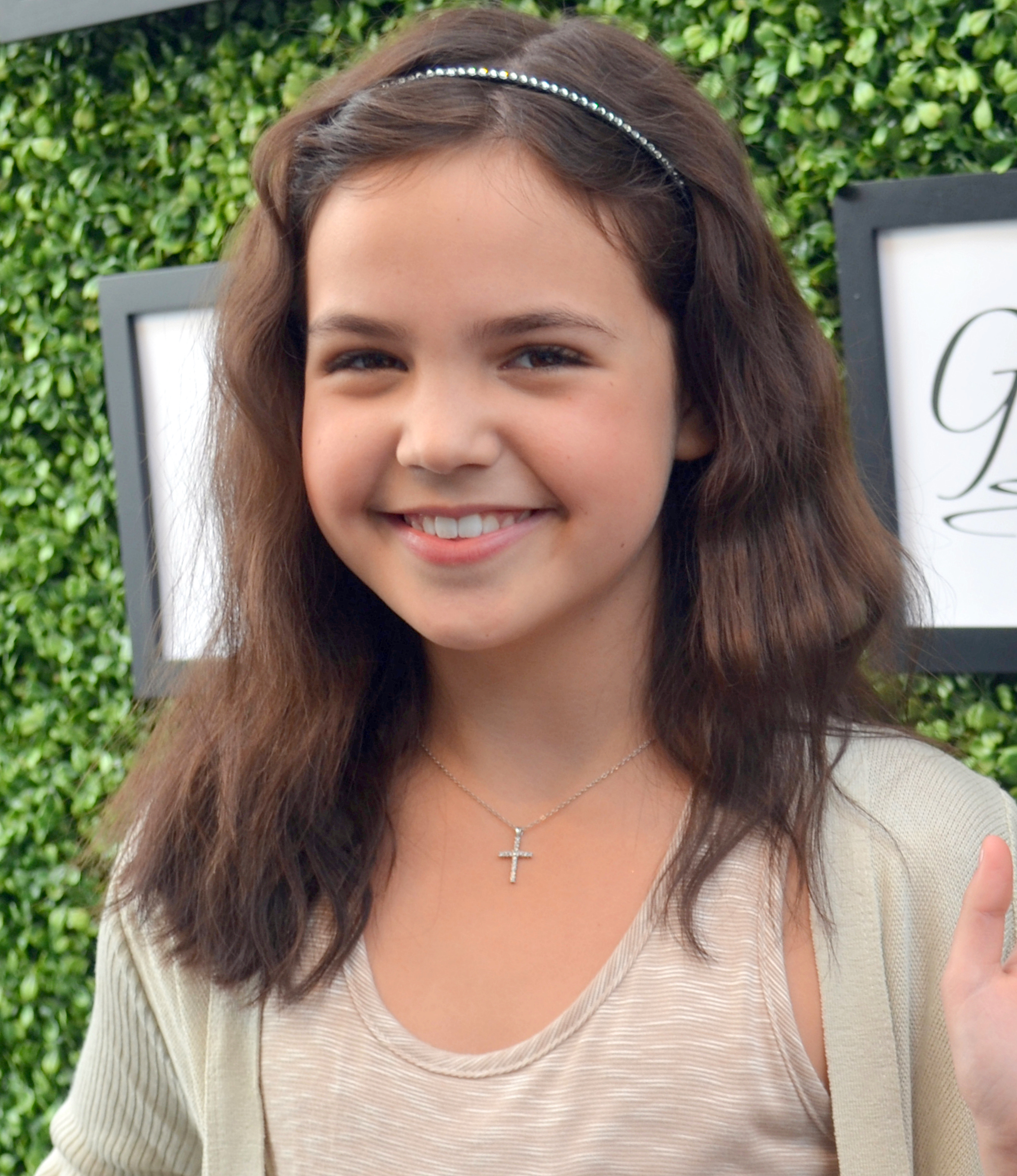
Bailee Madison interpreta Hillary Harrison
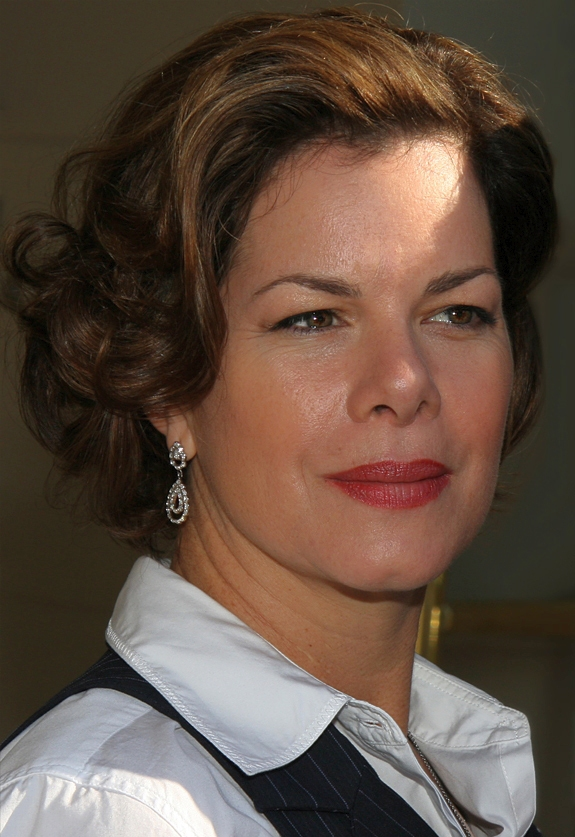
Marcia Gay Harden interpreta la dott.ssa Diane Buckley

### Personaggi secondari
- Insegnante di Warren, interpretata da Phyllis Smith.

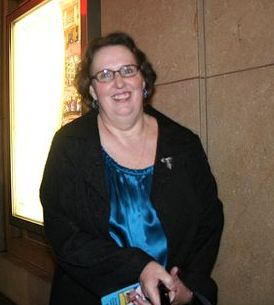
Phyllis Smith interpreta l'insegnante di Warren

## Produzione
Il network ABC approvò la produzione di un episodio pilota per la serie Trophy Wife, ideata da Emily Halpern e Sarah Haskins, nel mese di settembre 2012.
I produttori della serie ebbero occasione di spiegare come il titolo sia da interpretare ironicamente: la serie non è incentrata su una «moglie trofeo», ma su una donna ben diversa da tale stereotipo. Secondo gli autori, la protagonista è una donna che vuole essere una buona madre, genuinamente amata dal marito, la quale si ritrova ad affrontare il modo superficiale con cui viene vista dalle persone che non la conoscono. L'autrice Sarah Haskins affermò di essersi ispirata alla sua esperienza personale, essendo stata una quarta moglie molto più giovane del marito.
Il casting si svolse nell'autunno 2012; nel mese di settembre fu ingaggiata la protagonista Malin Åkerman, interprete di Kate, mentre nei mesi seguenti furono ingaggiati Bradley Whitford, Marcia Gay Harden, Michaela Watkins, rispettivamente interpreti del marito Pete e delle sue due ex mogli, e Natalie Morales, per il ruolo della sua migliore amica Meg. Bailee Madison, Ryan Scott Lee e Albert Tsai interpretano invece i figli Hillary, Warren e Bert. Per il ruolo di Hillary in origine era stata ingaggiata Gianna LePera, la quale partecipò anche alle riprese del pilot, per poi venire però rimpiazzata da Bailee Madison. Fa parte del cast ricorrente anche Phyllis Smith.
Nel mese di maggio 2013 i dirigenti della ABC diedero il via libera alla produzione di una prima stagione, il cui esordio venne programmato per il 24 settembre 2013. Prima del debutto televisivo, l'episodio pilota è stato distribuito online attraverso la piattaforma Hulu e altri servizi on demand. A causa degli ascolti non soddisfacenti, la serie non venne rinnovata per una seconda stagione.

## Riconoscimenti
- 2015 - Young Artist Award[13]
  - Candidatura come Miglior performance in una serie televisiva - Giovane attore protagonista (13 e meno) a Albert Tsai